# Lysiteles linzhiensis
Lysiteles linzhiensis là một loài nhện trong họ Thomisidae.
Loài này thuộc chi Lysiteles. Lysiteles linzhiensis được Hsen Hsu Hu miêu tả năm 2001.